# Maxwell Perkins
William Maxwell Max Evarts Perkins (New York, 20 settembre 1884 – Stamford, 17 giugno 1947) è stato un editore statunitense, ricordato per aver scoperto autori come Ernest Hemingway, F. Scott Fitzgerald e Thomas Wolfe.

## Gioventù ed educazione
Perkins nacque il 20 settembre 1884, a New York, da Elizabeth (Evarts) Perkins, figlia di William M. Evarts, e Edward Clifford Perkins, un avvocato. Cresciuto a Plainfield, nel New Jersey, ha frequentato la St. Paul's School a Concord nel New Hampshire e poi si è laureato all'università di Harvard nel 1907. Sebbene abbia studiato economia al college, Perkins ha anche studiato con Charles Townsend Copeland, un professore di letteratura che ha contribuito alla preparazione di Perkins per la sua carriera.

## Carriera
Dopo aver lavorato come reporter per il New York Times, Perkins si unì alla casa editrice di Charles Scribner's Sons nel 1910. A quel tempo, Scribner's era noto per aver pubblicato autori più vecchi come John Galsworthy, Henry James ed Edith Wharton. Tuttavia, Perkins desiderava pubblicare scrittori più giovani. Diversamente dalla maggior parte degli editori, cercò attivamente nuovi artisti promettenti; fece la sua prima grande scoperta nel 1919 quando firmò F. Scott Fitzgerald. Inizialmente, nessuno a Scribner, ad eccezione di Perkins, amava The Romantic Egotist, il titolo provvisorio del primo romanzo di Fitzgerald, ma fu respinto. Anche per questo motivo Perkins lavorò con Fitzgerald per rivedere il manoscritto fino a quando non fu accettato dalla casa editrice.
La pubblicazione di Di qua dal Paradiso (1920) segnò l'arrivo di una nuova generazione letteraria che sarebbe sempre stata associata a Perkins. La dissolutezza e l'alcolismo di Fitzgerald sforzarono la sua relazione con Perkins. Nondimeno, Perkins rimase amico di Fitzgerald fino alla fine della breve vita di Fitzgerald, oltre al suo rapporto editoriale con l'autore, particolarmente evidenziato in The Great Gatsby (1925), che beneficiava in modo sostanziale della critica di Perkins.
Fu attraverso Fitzgerald che Perkins incontrò Ernest Hemingway, pubblicando il suo primo romanzo importante, Fiesta, nel 1926. Perkins lottò per questo con le obiezioni contro le parolacce di Hemingway sollevate dai tradizionalisti nella ditta. Il successo commerciale del prossimo romanzo di Hemingway, Addio alle armi (1929), in cima alla lista dei best seller, mise a tacere le domande dei colleghi sul giudizio editoriale di Perkins.
La più grande sfida professionale affrontata da Perkins fu stata la mancanza di autodisciplina artistica di Thomas Wolfe, con il quale dovette lottare per il suo stile prolisso giungendo a tagliare 90.000 parole del suo primo romanzo, Look Homeward, Angel (1929). Anche nel successivo romanzo, Of Time and the River (1935), Perkins dovette frenare per due anni la tendenza di Wolfe a scrivere sempre più pagine. Inizialmente grato a Perkins per averlo scoperto e tutorato, Wolfe in seguito provò del risentimento per la diffusa percezione che doveva il suo successo al suo editore e che lo spinse a lasciare la Scribner's dopo numerosi scontri con Perkins. Nonostante ciò, Perkins fu l'esecutore letterario di Wolfe dopo la sua morte prematura nel 1938 e fu considerato da Wolfe il suo più caro amico.
Sebbene la sua reputazione di editore sia strettamente legata a questi tre, Perkins ha lavorato con molti altri scrittori. Fu il primo a pubblicare J. P. Marquand e Erskine Caldwell. Il suo consiglio è stato il responsabile del successo di Marjorie Kinnan Rawlings, il cui libro Il cucciolo (1938) diventato un best seller e vincitore del premio Pulitzer. Alan Paton e il suo Cry, the Beloved Country (1946) furono un'altra scoperta di Perkins così come James Jones, che si avvicinò a Perkins nel 1945 che lo persuase ad abbandonare il romanzo autobiografico su cui stava lavorando e lo indirizzò su quello che sarebbe diventato Da qui all'eternità (1951). A quel tempo, la salute di Perkins stava peggiorando e lui non visse per vedere il suo successo, né quello de Il vecchio e il mare (1952) di Hemingway, che era dedicato alla sua memoria. La scoperta finale di Perkins fu Marguerite Young, che iniziò la sua mastodontica Miss MacIntosh, My Darling nel 1947 dopo che le fece firmare un contratto basandosi solo su un suo manoscritto di 40 pagine. Il romanzo è stato finalmente pubblicato nel 1965.
Perkins era famoso per la sua cortesia e la premura con la quale trattava le sue promesse. Ring Lardner ha una reputazione oggi, ad esempio, perché Perkins lo considerava più che un umorista sindacalista. Perkins credette a Lardner più dello scrittore, e nonostante il fallimento di alcune precedenti raccolte, persuase Lardner a fargli assumere un altro titolo con il titolo How To Write Short Stories (1924). Il libro vendette bene e, grazie a eccellenti recensioni, stabilì Lardner come una figura letteraria.
Oltre ai suoi ruoli di allenatore, amico e promotore, Perkins era insolito tra i redattori per la stretta e dettagliata attenzione che dava ai libri, e per quello che il romanziere Vance Bourjaily, un'altra delle sue scoperte, chiamava il suo "infallibile senso della struttura". Sebbene non abbia mai preteso di essere lui stesso un artista, Perkins poteva spesso vedere dove un autore dovrebbe andare più chiaramente di quanto lo scrittore abbia fatto. Combinando queste diverse attività editoriali nel suo lavoro, Perkins potrebbe essere considerato il primo editor degli autori.
Lo studioso Matthew Bruccoli ha descritto Perkins come il più noto curatore letterario della letteratura americana.

## Vita personale
Nel 1910 Perkins sposò Louise Saunders, anch'essa di Plainfield, che gli avrebbe portato cinque figlie. Perkins morì il 17 giugno 1947 a Stamford, nel Connecticut, a causa della polmonite.

## Nella cultura di massa
Il film del 1983 La foresta silenziosa esplora la sua relazione professionale con Marjorie Kinnan Rawlings e Perkins è interpretato dall'attore Malcolm McDowell.
Nel film del 2016 Genius, Perkins è interpretato dall'attore britannico Colin Firth.